# De casu diaboli
Il De casu diaboli (La caduta del diavolo) è un saggio di teologia in forma di dialogo che il teologo e filosofo cattolico Anselmo d'Aosta scrisse nel 1080-1085. Fa parte, insieme al De veritate (Sulla verità) e al De libertate arbitrii (Sulla libertà dell'arbitrio), di una trilogia dedicata ai problemi della verità, della rettitudine, del male, dell'onnipotenza divina e del libero arbitrio.
Il De casu diaboli (terzo in ordine logico, anche se non è chiaro in che ordine cronologico furono composte le tre opere) è il testo della trilogia che tratta dei problemi legati alla rettitudine e alla libertà con particolare riferimento, come da titolo, alla caduta del diavolo – cioè al momento della narrazione biblica in cui l'angelo Lucifero scelse di non perseverare nel conservare la sua volontà aderente a quella divina, lasciò che la sua libertà si corrompesse e abbandonò quindi la rettitudine per tentare di assomigliare a Dio più di quanto fosse suo diritto. Anselmo poi prende tale esempio come questione paradigmatica per un'analisi dell'origine e della natura del male.

## L'origine del male
In questo testo Anselmo prende in considerazione il concetto del male, ponendosi la domanda sul come sia possibile l'esistenza del male scaturito da un'entità Eterna e buona come Dio. Effettuando un capovolgimento del contenuto concettuale del Proslogion, Anselmo dimostra l'impossibilità dell'esistenza del male poiché non è, né pensabile né contenuto nel Verbo divino. La definizione del male come «qualcosa che non può essere assolutamente pensato come un bene», ovvero «qualcosa di cui si può sempre pensare qualcosa di migliore, o di maggiore», è inversamente una deduzione assolutamente priva di rectitudo, non corrispondente all'ordine voluto fin dal principio dal Logos divino, con la inevitabile conclusione della non-esistenza del significato del concetto di male. Il linguaggio, come è noto, non esprime affatto un significato corrispondente a qualcosa di positivo e reale, ma solo una negazione del positivo corrispondente. Dio non è causa del male, se non come naturale conseguenza del peccato, quest'ultimo non è altro che il non-attuarsi della rectitudo dell'ordine divino, dell'essere differente da come Dio vuole che sia: una necessaria ratio vuole che le creature scaturite da Dio abbiano le condizioni di poter ricercare liberamente, attraverso la loro volontà, l'adesione all'ordine del Logos divino.